# 池邊王
池邊王（いけべのおおきみ），日本奈良时代皇族，天智天皇曾孙，弘文天皇之孙，式部卿・葛野王的儿子。官至從五位上・内匠頭。
聖武天皇神龜四年（727年）池邊王直叙從五位下，天平九年（737年）担任内匠頭的职务。他的儿子是奈良时代著名文人淡海三船。